# Віреон
Віреон (Vireo) — рід горобцеподібних птахів родини віреонових (Vireonidae). Рід поширений у Північній та Центральній Америці та на півночі Південної Америки.

## Класифікація
Рід містить 34 види:
- Vireo altiloquus — віреон чорновусий
- Vireo approximans — віреон острівний
- Vireo atricapilla — віреон чорноголовий
- Vireo bairdi — віреон козумельський
- Vireo bellii — віреон короткокрилий
- Vireo brevipennis — віреон сизий
- Vireo caribaeus — віреон карибський
- Vireo carmioli — віреон коста-риканський
- Vireo cassinii — віреон зеленоспинний
- Vireo chivi — віреон білобровий
- Vireo crassirostris — віреон товстодзьобий
- Vireo flavifrons — віреон жовтогорлий
- Vireo flavoviridis — віреон білочеревий
- Vireo gilvus — віреон світлобровий
- Vireo gracilirostris — віреон норонгійський
- Vireo griseus — віреон білоокий
- Vireo gundlachii — віреон кубинський
- Vireo huttoni — віреон короткодзьобий
- Vireo hypochryseus — віреон золотистий
- Vireo latimeri — віреон пуерто-риканський
- Vireo leucophrys — віреон андійський
- Vireo magister — віреон великодзьобий
- Vireo masteri — віреон світлокрилий
- Vireo modestus — віреон ямайський
- Vireo nanus — віреон плоскодзьобий
- Vireo nelsoni — віреон мексиканський
- Vireo olivaceus — віреон червоноокий
- Vireo osburni — віреон гірський
- Vireo pallens — віреон мангровий
- Vireo philadelphicus — віреон цитриновий
- Vireo plumbeus — віреон попелястий
- Vireo sclateri — віреончик сірокрилий
- Vireo solitarius — віреон сизоголовий
- Vireo vicinior — віреон сірий